# Lingzhi, Gansu
Lingzhi är en socken i nordvästra Kina. Den ligger i Jingning härad i Pingliang i provinsen Gansu, omkring 170 kilometer öster om provinshuvudstaden Lanzhou. Antalet invånare är 9 443. Befolkningen består av 4 864 kvinnor och 4 579 män. Barn under 15 år utgör 18,0 %, vuxna 15-64 år 68 %, och äldre över 65 år 13,0 %.